# Kearny, New Jersey
Kearny (uttalas [ka:rni]) är en stadskommun (town) i Hudson County i den amerikanska delstaten New Jersey, belägen i västra delen av New Yorks storstadsregion.  I Kearny bodde enligt United States Census Bureau 40 684 invånare vid 2010 års folkräkning.

## Geografi
Kearny ligger i västra delen av New Yorks storstadsregion, norr om Newark Bay. Kommunen har en area som uppgår till 26,4 km², varav 3,7 km² är vatten. Regionen kan grovt indelas i tre distinkta geografiska områden: Kearny Uplands, Kearny Meadows och Kearny Point.
Till kommunen räknas områdena Arlington, Schuylers Corner och West Arlington.
Floden Passaic River bildar kommunens gräns mot städerna Newark och Belleville i väster. I öster utgör Hackensack River gräns mot Jersey City och Secaucus. I norr gränsar kommunen till North Arlington i Bergen County, och i sydväst till de mindre kommunerna East Newark och Harrison.

## Historia

### Namn
Staden döptes vid bildandet 1867 efter nordstatsgeneralen Philip Kearny, som stupade i amerikanska inbördeskriget och har en staty rest efter sig utanför postkontoret i staden.

### Kolonialtiden
Området var del av ett 120 kvadratkilometer stort område som förlänades av engelska kronan till major William Sandford från Barbados 1668. Sandford kallade därför området New Barbadoes Neck. Han betalade hövding Tantaqua av Hackensackstammen 20 pund för rätten till marken. Marken såldes vidare till Nathaniel Kingsland 1708, som i sin tur sålde den nordvästra delen med nuvarande Kearny till Arent Schuyler två år senare. 
Schuyler grundade en koppargruva i närheten och importerade den första ångmaskinen till Nordamerika, för att använda den till att driva pumpmaskineriet i gruvan. Maskinen levererades i hemlighet av konstruktören, Josiah Hornblower. Gruvan förstördes i en brand 1772 och var därefter stängd i många år.
Shuylers herrgård spelade en roll som brittiskt högkvarter under amerikanska frihetskriget. När de brittiska trupperna under lord Howe ockuperade New York och dess hamn, besökte många av officerarna det närbelägna Schuyler Mansion. I september 1777 använde general Clinton herrgården som högkvarter under en expedition som bland annat omfattade slaget vid Second River 12-14 september 1777. Herrgården revs 1924.

### 1800-talet
Vid mitten av 1800-talet utgjorde nuvarande Kearny den norra delen av den dåvarande kommunen Township of Harrison. En framstående lokalbo, general Halsted, drev en framgångsrik kampanj för att dela av den norra delen till en självständig kommun, vilket framgångsrikt skedde genom beslut av New Jerseys delstatslegislatur 14 mars 1867, då "Township of Kearny" etablerades. Kommunen döptes efter den några år tidigare stupade generalmajor Phil Kearny, som hade fört befäl över New Jerseys styrkor under amerikanska inbördeskriget och ägt herrgården Belle Grove här, lokalt kallad "Kearny Castle".
General N.M. Halsted blev stadens första kommunstyrelseordförande och som kommunhus fungerade inledningsvis några rum på Lodi Hotel, beläget vid korsningen Schuyler Avenue / Harrison Avenue. Det första stadshuset uppfördes 1870 vid Kearny Avenue och Woodland Avenue, och fungerade både som stadshus, domstol och skola. Den idag byggnadsminnesmärkta brandstationen Highland Hose No. 4 uppfördes 1895.

### Industristad
Stadens smeknamn, "Soccer Town, U.S.A.", syftar på dess tidiga starka fotbollstradition. Fotbollen blev populär som sport när tusentals skotska och irländska immigranter bosatte sig i Kearny på 1870-talet, efter att de skotska företagen Clark Thread Company och Nairn Linoleum öppnat fabriker här.
Andra fabriker som etablerades var Mile End Thread Mills 1876 och Marshall Flax Spinning Company 1883. En stor del av dagens Kearnybor härstammar från fabriksarbetare som arbetade vid industrierna här, främst invandrade från Skottland. Många andra industrier följde senare. Det nuvarande stadshuset i sandsten uppfördes 1909.
Mellan 1926 och 1986 hade Western Electric fabriken Kearny Works här som tillverkade telefonutrustning och var en av regionens största arbetsgivare med 4 000 anställda på 1980-talet. I staden fanns även ett varv som tillverkade lastfartyg under början av 1900-talet och användes för produktion av krigsfartyg under andra världskriget.

## I fiktion
I Kearny är stora delar av TV-serien Sopranos inspelad; här låg bland annat lokalerna för slaktarbutiken Satriale's. Byggnaden har sedan TV-serien spelades in rivits för att ge plats åt nya bostäder.